# Tricholaema
Tricholaema là một chi chim trong họ Lybiidae.